# Orpinomyces intercalaris
Orpinomyces intercalaris är en svampart som beskrevs av Y.W. Ho 1994. Orpinomyces intercalaris ingår i släktet Orpinomyces och familjen Neocallimastigaceae.   Inga underarter finns listade i Catalogue of Life.